# 澁澤卿
澁澤 卿（しぶさわ けい、1949年3月9日 - 2012年4月29日）は、日本画家、日蓮宗僧侶。身延山大学客員教授を務める。東亜大学教授。繊細なタッチで日本の風景を描写し、やさしい画風が多くの絵画ファンに愛されている。また、僧侶としての独自の世界観を絵画に表現し、「描く坊主」としても有名。本名は、澁澤瑩俊（しぶさわ えいしゅん）。横浜六浦上行寺副住職も兼任している。

## 経歴
- 1949年、群馬県佐波郡境町（現伊勢崎市）出身
- 1974年、東京芸術大学美術学部卒業
- 1977年、出家得度して日蓮宗僧侶となる
- 1982年、東京芸術大学非常勤講師に就任
- 1990年、東亜大学教授に就任
- 1995年、人気テレビ番組「美の世界」で「僧籍を持つ日本画家・澁澤卿」が放送され大きな反響を呼んだ
- 1998年、大作「久遠春光」が身延山久遠寺に収蔵された
- 2001年、身延山大学客員教授に就任
- 2012年4月29日に急性心筋梗塞のため死去、63歳没[2]。

## 主な作品
- 「雪華河径」
- 「春待山色」
- 「水花薫風」
- 「和風山水」

## 主な著作
- 「澁澤卿画展画集」
- 「御経葩」